# Rau IX (schip, 1939)

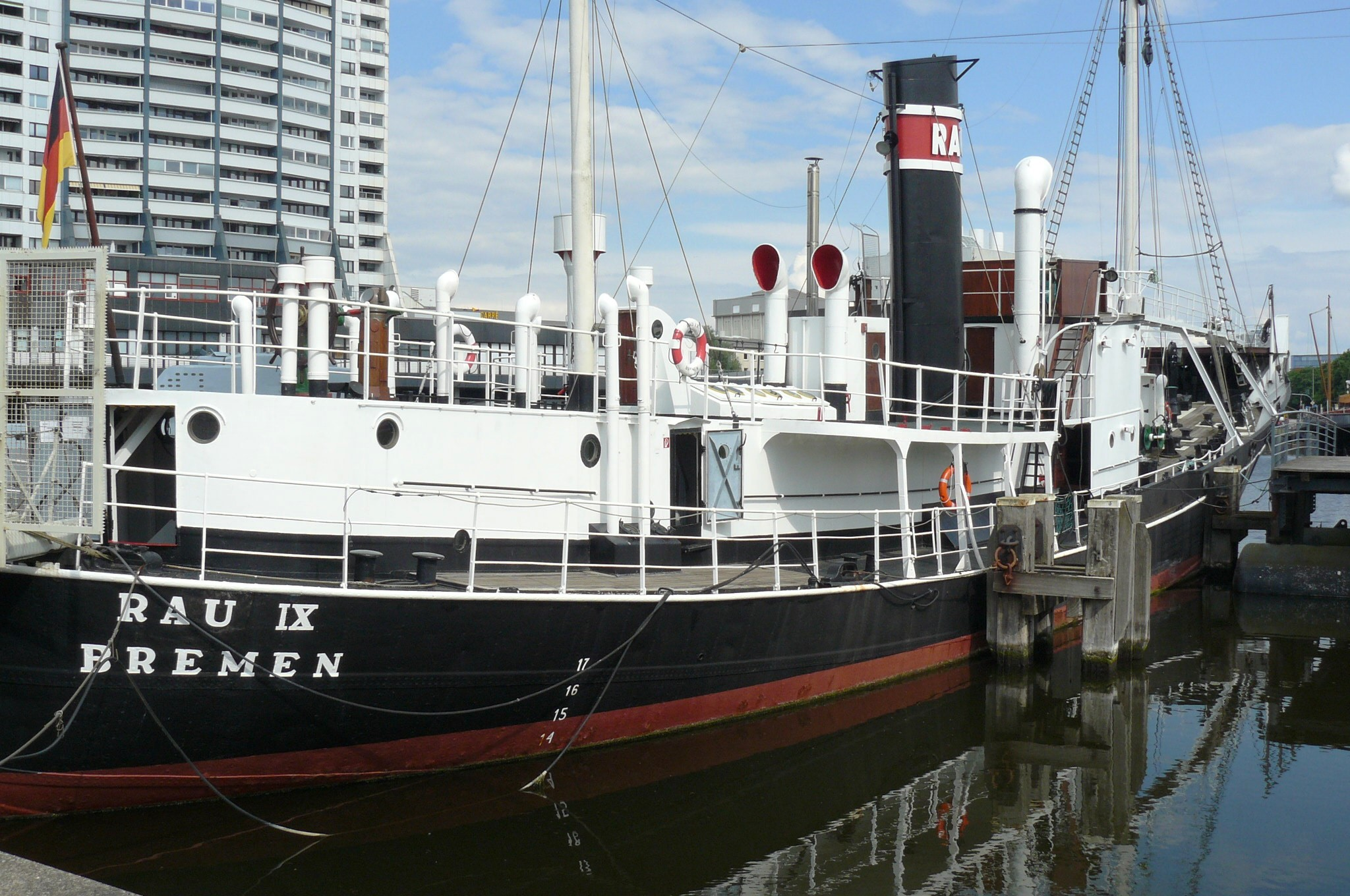
Achter- en zijzicht Rau IX

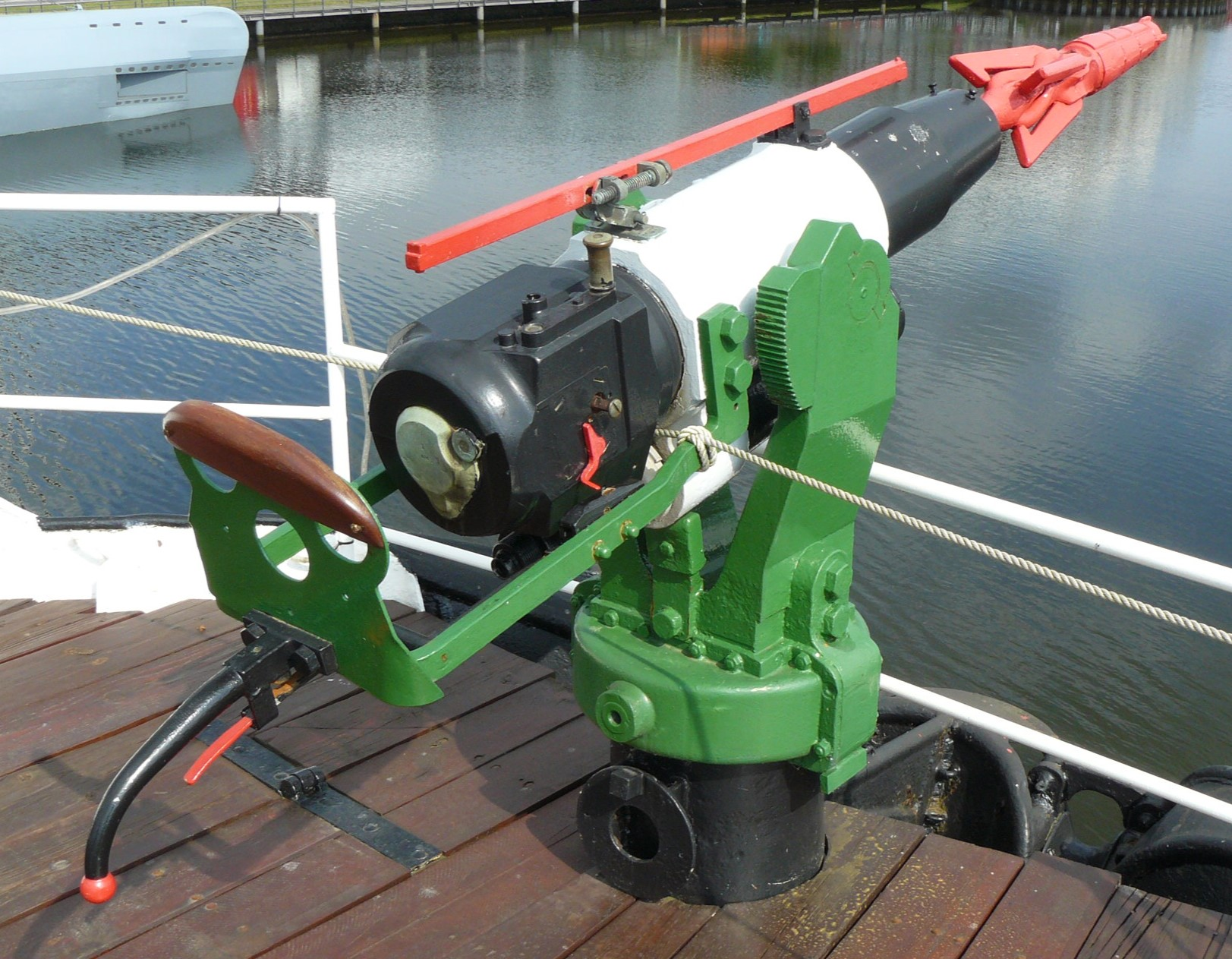
Harpoenkanon op het voordek

De Rau IX is een walvisjager. Het schip werd gebouwd in opdracht van het Duitse voedingsmiddelenbedrijf Walter Rau en kwam in 1939 gereed. Met de oorlog in aantocht werd het door de Kriegsmarine overgenomen en als onderzeebootjager ingezet. Na de oorlog werd het schip omgebouwd tot walvisjager, maar als onderdeel van de herstelbetalingen werd het aan Noorwegen overgedragen. Eind jaren zestig kwam het schip terug naar Duitsland. Het is nu een museumschip van het Deutsches Schiffahrtsmuseum in Bremerhaven.

## Inleiding
In 1935 ging Duitsland zich bezighouden met de walvisvaart. Walter Rau Lebensmittelwerke GmbH, een producent van margarine, liet het walvisfabrieksschip Walter Rau bouwen met acht walvisjagers, de Rau 1 tot en met Rau 8. De scheepswerven hadden het druk met opdrachten voor de Kriegsmarine en het schip was pas gereed voor het jachtseizoen 1937/38. Het was een zeer modern schip en in het eerste seizoen werden zo’n 1700 walvissen verwerkt. De capaciteit werd nog niet volledig benut en een negende walvisjager, de Rau IX, werd besteld.

## Inzet
Dit laatste schip kwam in 1939 gereed. Het was te laat voor het walvisseizoen voor dat jaar en het werd door de Kriegsmarine overgenomen en als onderzeebootjager ingezet. Na de Tweede Wereldoorlog werd het gebruikt om mijnen te ruimen. In 1948 werd het weer omgebouwd tot walvisjager. Als onderdeel van de herstelbetaling werd de Walter Rau en de walvisjagers aan Noorwegen overgedragen. De walvisfabrieksschip werd omgedoopt tot Kosmos IV en heeft tot 1968 dienstgedaan. De Rau IX heeft onder de naam Krutt onder de Noorse vlag gevaren. Toen de jacht naar walvissen in het zuidpoolgebied op zijn einde liep, werd de walvisjager nog bij IJsland gebruikt en weer later bij de Faeröereilanden. Tegen het einde van de jaren zestig werd de Rau IX opgelegd.

## Tegenwoordig
Het kwam in handen van een Duits museum dat het schip heeft opgeknapt en zo goed mogelijk heeft hersteld als walvisjager. Het is nu een museumschip van het Deutsches Schiffahrtsmuseum en ligt in de haven bij het museum in Bremerhaven.